# Casino de Châtelaillon-Plage
Le casino de Châtelaillon-Plage est un établissement de jeux situé à Châtelaillon-Plage en Charente-Maritime.

## Historique
Le casino est inauguré le 16 juillet 1893, lorsque Châtelaillon se transforme en station balnéaire recherchée. Alcide d'Orbigny, maire de La Rochelle et propriétaire du château d'Orbigny (Villa Stella) sur la commune, est président de la société civile pour la construction du Casino de Châtelaillon.
Après des dégâts causés par la Seconde Guerre mondiale, l'entrée est reconstruite, un cinéma installé ainsi qu'une salle de spectacle en plein air. Détruit pendant la deuxième moitié du XXe siècle, il est reconstruit à l'identique. 

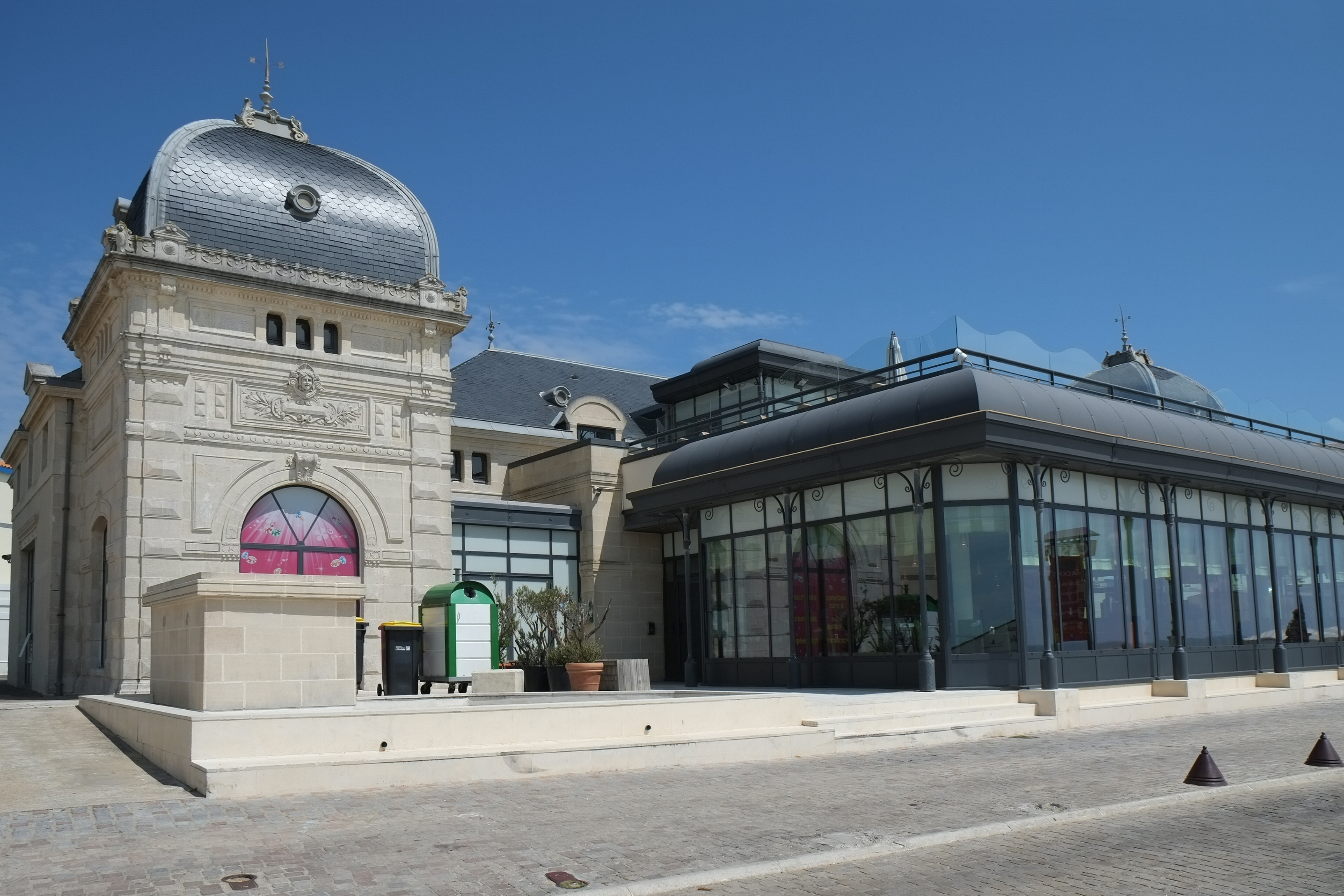

Il est toujours le lieu central des soirées châtelaillonnaises avec ses machines à sous, jeux de tables, jeux de tables électroniques, ses bars, son restaurant "L'Eiffel" et sans oublier son rooftop. La privatisation d'espaces pour des événements est possible.
Aujourd'hui le Casino reconstruit est géré par le Groupe Joa.